# مرداب آبی (فیلم ۱۹۸۰)
مرداب آبی (انگلیسی: The Blue Lagoon) فیلمی در ژانر بقا، رمانتیک، ماجراجویی و درام است که در سال ۱۹۸۰ منتشر شد. از بازیگران آن می‌توان به بروک شیلدز، کریستوفر اتکینز، لئو مک‌کرن و ویلیام دنیلز اشاره کرد.